# Plica umbra
Espèce
Synonymes
- Lacerta umbra Linnaeus, 1758
- Lophyrus ochrocollaris Spix, 1825
- Lophyrus panthera Spix, 1825
- Ophryessa picta Gray, 1831
- Hyperanodon peltigerus Cope, 1876
- Tropidurus unicarinatus Werner, 1899
- Tropidurus holotropis Boulenger, 1912
- Uraniscodon tuberculatum Andersson, 1918
- Plica tuberculatum (Andersson, 1918)
- Tropidurus umbra (Linnaeus, 1758)

Plica umbra est une espèce de sauriens de la famille des Tropiduridae.

## Répartition
Cette espèce se rencontre en Amérique du Sud, à l'exception du Chili, de l'Argentine, du Paraguay et de l'Uruguay.

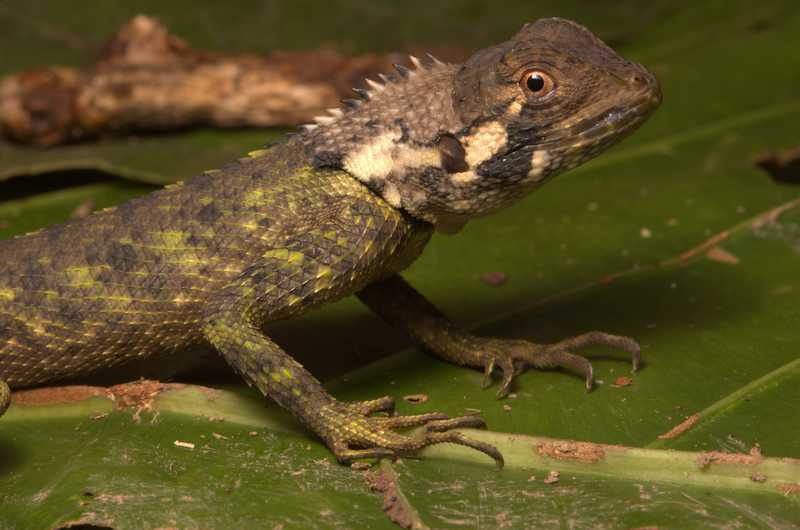

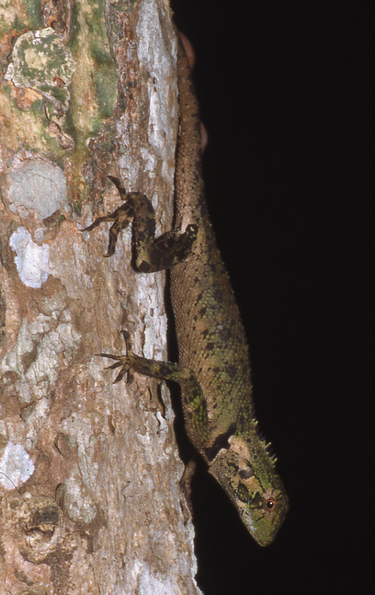

## Liste des sous-espèces
Selon The Reptile Database (23 avril 2012) :
- Plica umbra ochrocollaris (Spix, 1825)
- Plica umbra umbra (Linnaeus, 1758)

## Publications originales
- Linnaeus, 1758 : Systema naturae per regna tria naturae, secundum classes, ordines, genera, species, cum characteribus, differentiis, synonymis, locis, ed. 10 (texte intégral).
- Spix, 1825 : Animalia nova sive species nova lacertarum quas in itinere per Brasiliam annis MDCCCXVII-MDCCCXX jussu et auspicius Maximiliani Josephi I Bavariae Regis suscepto collegit et descripsit Dr. J. B. de Spix, p. 1-26 (texte intégral).